# Villa « Sans Souci »
La villa « Sans Souci » est une villa située aux Sables-d'Olonne dans le département de la Vendée en France. 
La galerie d'arcades donnant sur la rue de la plage, ainsi que le jardin d'hiver et son décor de céramique et de toiles peintes, font l’objet d’une inscription au titre des monuments historiques depuis le 29 décembre 1988.

## Construction
Elle est construite au XXe siècle.

## Pour approfondir